# Gornji Pribanj
Gornji Pribanj (cyr. Горњи Прибањ) – wieś w Bośni i Hercegowinie, w Republice Serbskiej, w mieście Sarajewo Wschodnie, w gminie Pale. W 2013 roku liczyła 298 mieszkańców.